# Oxystelma esculentum
Oxystelma esculentum là một loài thực vật có hoa trong họ La bố ma. Loài này được (L. f.) Sm. mô tả khoa học đầu tiên năm 1813.

## Hình ảnh

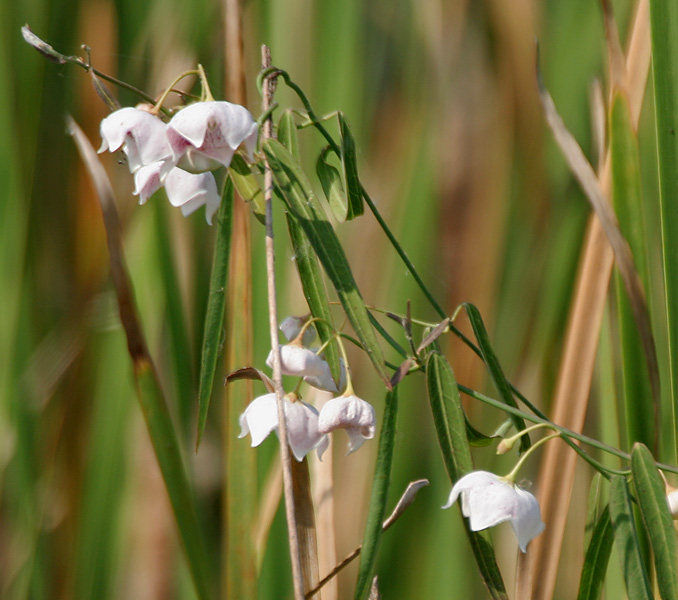
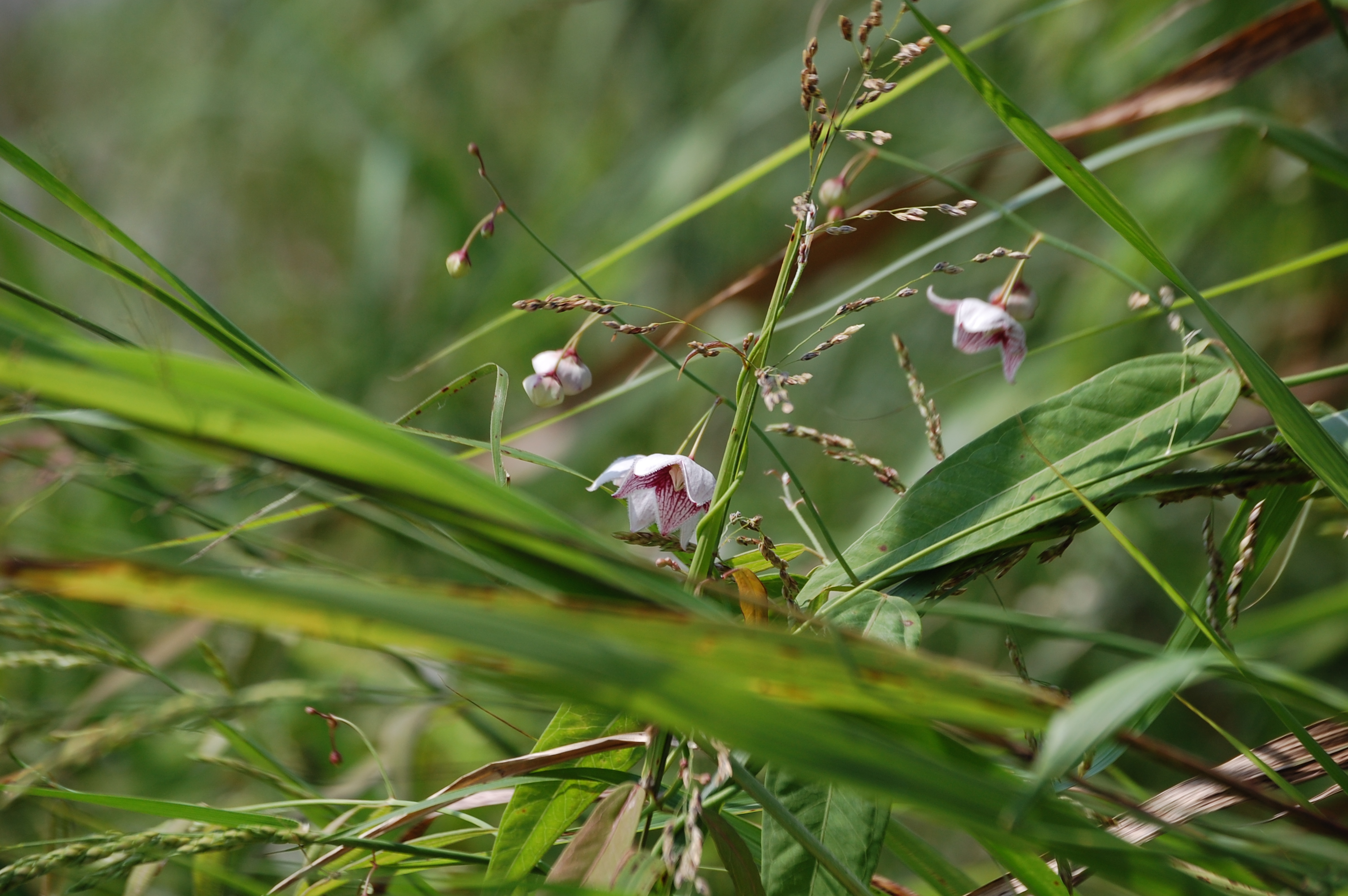
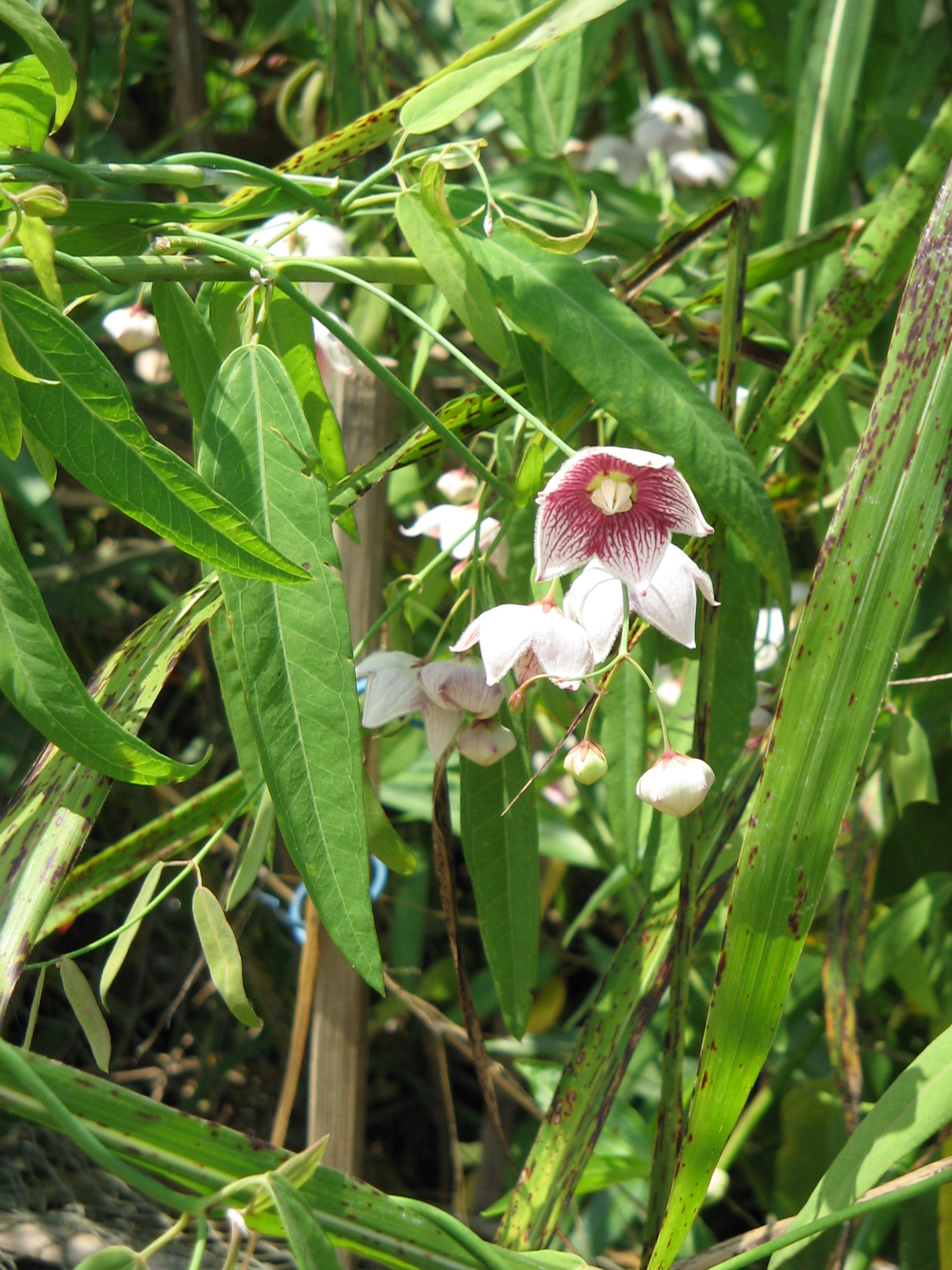
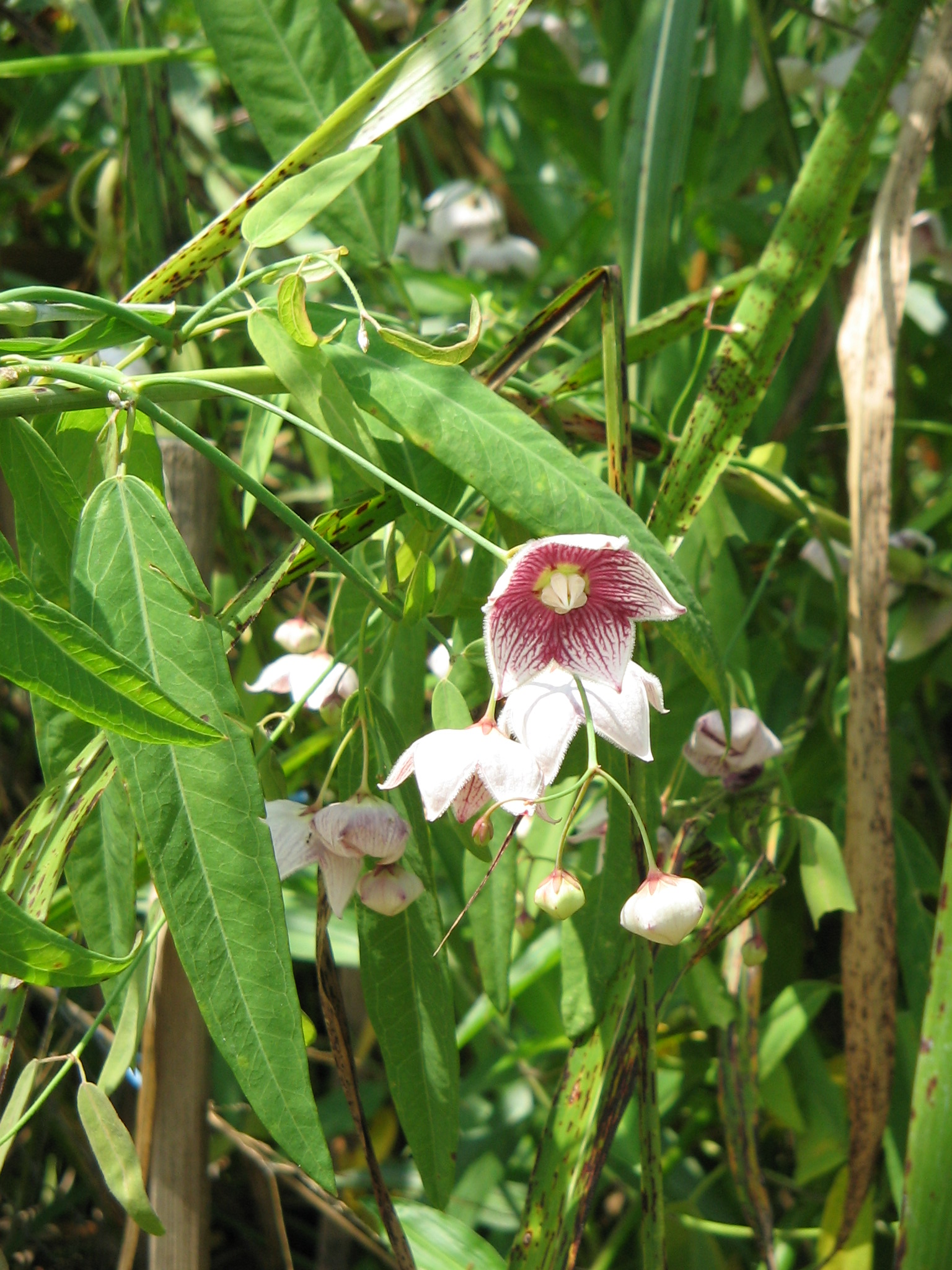